# Pesqueiras (Salvatierra de Miño)
Pesqueiras es una parroquia del municipio pontevedrés de Salvatierra de Miño (Galicia, España).
Su patrona es Santa Mariña, al que está dedicado su iglesia.